# Claude Verlon
Claude Verlon (6 de juliol de 1958 - 2 de novembre de 2013) va ser un periodista francès i enginyer de so de Radio France Internationale assassinat juntament amb la seva col·lega Ghislaine Dupont a Kidal, Mali mentre informava.

## Biografia
Claude Verlon va néixer a Aubervilliers, Seine Saint Denis, França. Es va matricular a l'Ecole Nationale Supérieure Louis-Lumière i va fer cursos nocturns mentre treballava des de 1984 fins que es va graduar el 1986.
Claude Verlon va ser enginyer de so a Radio France Internationale des de 1982 fins al seu assassinat el 2013. El 1984 va fer els seus primers informes com a reporter de camp. Va contribuir a la creació del primer servei d'informació a RFI. En el moment de la seva mort, Verlon era director adjunt de serveis tècnics a RFI.
Verlon era un apassionat per l'Àfrica i havia fet altres missions a aquest continent mentre estava a RFI. El 2005, a Bamako, va crear un estudi de ràdio a fora de la 23a cimera Àfrica-França per cobrir l'esdeveniment. Es va especialitzar en reptes tècnics i va fer reportatges des de moltes localitats internacionals, com ara Kosovo, Afganistan, Iraq, Líbia i Mali. Com a tècnic, va guanyar-se una reputació per la seva capacitat d'emetre des de les parts més remotes del món. A Bucarest, Romania, també va aconseguir organitzar un estudi per a la cimera dels països francòfons el 2006 en circumstàncies tècnicament difícils.

## Mort
Ghislaine Dupont i el seu company de feina Verlon estaven informant per Kidal, Mali, quan tots dos van ser assassinats. Havien acabat una entrevista amb Ambery Ag Rissa, portaveu del Moviment Nacional per l'Alliberament d'Azawad, o separatistes tuareg, a la problemàtica ciutat del nord-est, quan quatre homes armats d'un grup polític els van prendre. Els cossos dels dos periodistes van ser trobats amb moltes bales a 12 km de Kidal. Cap dels sospitosos ha estat detingut. El principal sospitós és Baye Ag Bakabo, un tuareg estretament relacionat amb el Moviment Nacional per l'Alliberament d'Azawad i Al-Qaida, perquè el seu cotxe va ser utilitzat per al segrest de Verlon i Dupont, però es desconeix el seu parador. Hi ha diverses qüestions sense resposta sobre les circumstàncies de la seva mort. Al-Qaida va reivindicar l'assassinat.
Verlon i Dupont estaven a Mali per cobrir les eleccions presidencials malianes del 2013. Va ser la segona missió a Kidal per a Verlon des que va informar sobre la primera volta de les eleccions presidencials de Mali el juliol de 2013.

## Reaccions
El 5 de novembre van rebre una condecoració pòstuma d'Ibrahim Boubacar Keita, president de Mali, en presència de funcionaris governamentals, representants de RFI i l'ambaixador de França a Mali.
Les Nacions Unides van assignar la data de commemoració del Dia Internacional per posar fi a la impunitat dels crims contra periodistes per la indignació que hi havia darrere de l'assassinat de Dupont i Verlon, que van ser assassinats el 2 de novembre, tal com s'indica en la seva resolució oficial.
El setembre de 2014, Radio France Internationale va anunciar que creava les beques Ghislaine Dupont i Claude Verlon per honrar els seus periodistes morts. El premi anual es lliura a un periodista menor de 30 anys i a un tècnic d'Àfrica, i tenen l'oportunitat d'estudiar a París. El premi es va lliurar per primera vegada el 2 de novembre de 2014 a Bamako, el primer aniversari de la seva mort.